# 博姆博夫拉特
博姆博夫拉特（Bombooflat），是印度安达曼-尼科巴群岛Andamans县的一个城镇。总人口6790（2001年）。

## 人口
该地2001年总人口6790人，其中男性3620人，女性3170人；0—6岁人口794人，其中男414人，女380人；识字率72.02%，其中男性为##sm#，女性为66.88%。